# Truth in 24 II
Truth in 24 II: Every Second Counts er en dokumentarfilm fra 2012, der viser Audis forberedelser til 24 Timers Le Mans 2011. Filmen er en efterfølger til dokumentaren Truth in 24 fra 2008, som viste Audis forberedelser til 24 Timers Le Mans 2008.
Den britisk actionskuespiller Jason Statham fungerede endnu en gang som fortæller. En række ansatte og racerkørere fra Audi blev interviewet i filmen, inklusive vinderholdet  Marcel Fässler, André Lotterer og Benoît Tréluyer.
Filmen havde premiere på SpeedTV 5. maj 2012. Den blev også udgivet som download på iTunes.

## Eksterne Henvisninger
- Truth in 24 II på Internet Movie Database (engelsk)
- Truth in 24 II på The Movie Database (engelsk)